# Petrelë
Petrelë là một đô thị trong quận Tirana thuộc hạt Tirana, Albania. Dân số năm 2005 là 5959 người.